# Orsaksanalys
Orsaksanalys, en utförlig text som svarar på frågan VARFÖR inom ett specifikt ämne. Till exempel "Varför är det så modernt med r'n'b-musik?"
Texten kan vara allt från en sida till flera böcker lång, men ska helst innehålla flera olika aspekter och synvinklar på frågan, kanske till och med flera svar.